# El Nadal oblidat
El Nadal oblidat (títol original en noruec, Snekker Andersen og Julenissen: Den vesle bygda som glømte at det var jul) és una pel·lícula infantil noruega del 2019. S'ha doblat i subtitulat al català.
La pel·lícula està basada en els llibres infantils d'Alf Prøysen Den vesle bygda som glømte at det var jul (1966/1976) i Snekker Andersen og julenissen (1959/1971). Trond Espen Seim i Anders Baasmo interpreten els papers principals com el fuster Andersen i Santa Claus, respectivament.
En la història, hi ha un petit poble on els seus habitants tendeixen a oblidar-se de tot, fins al punt que enguany no s'adonen que ha arribat Nadal. L'Elise no té més remei que fer-hi alguna cosa si vol salvar les festes de Nadal.